# Trần Thị Thanh
Trần Thị Thanh (chữ Hán: 陳氏清; ? – ?), còn có tên khác là Hà Hương, phong hiệu Cửu giai Tài nhân (九階才人), là một thứ phi của vua Minh Mạng nhà Nguyễn trong lịch sử Việt Nam.
Không rõ lai lịch, năm sinh năm mất của bà Thanh, cũng như năm sinh năm mất cũng như thời gian bà vào hầu vua Minh Mạng. Sau khi mất, bà Thanh được ban thụy là Trang Thận (莊慎).

## Hậu duệ
Tài nhân Trần Thị Thanh chỉ sinh cho vua Minh Mạng được một hoàng tử, là Hoằng Hóa Quận vương Nguyễn Phúc Miên Triện (19 tháng 7 năm 1833 – 7 tháng 5 năm 1905), là hoàng tử thứ 66 của vua. Quận vương Miên Triện chỉ có hai người con gái nên công tử Hồng Du, con của Thọ Xuân vương Miên Định, sang quá kế phòng của ông, đổi tên thành Hồng Hậu.